# Ставище (Харьковская область)
Ставище (укр. Ставище) — село, 
Петропольский сельский совет,
Шевченковский район,
Харьковская область.
Код КОАТУУ — 6325785808. Население по переписи 2001 года составляет 64 (30/34 м/ж) человека.

## Географическое положение
Село Ставище находится на одном из истоков реки Средняя Балаклейка.
На расстоянии в 1 км расположено село Петрополье.

## История
- 1920 — дата основания.

## Экономика
- Молочно-товарная ферма.